# Louisiana Museum of Modern Art

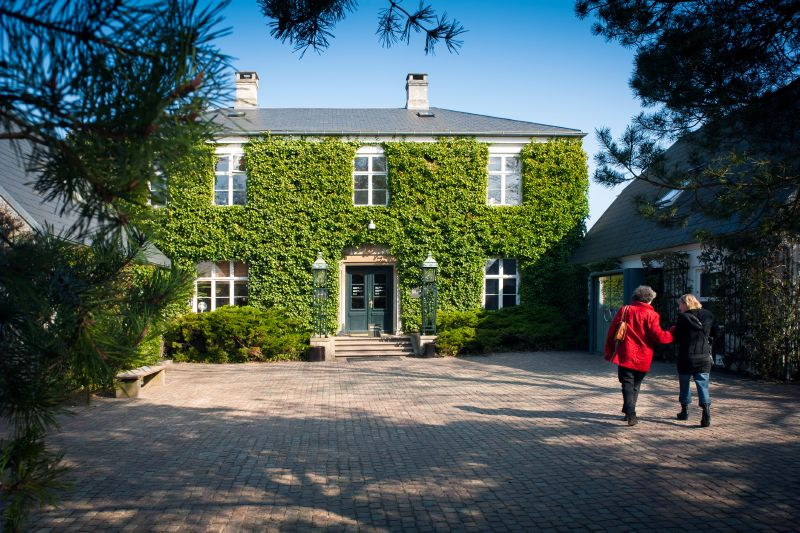
Haupteingang

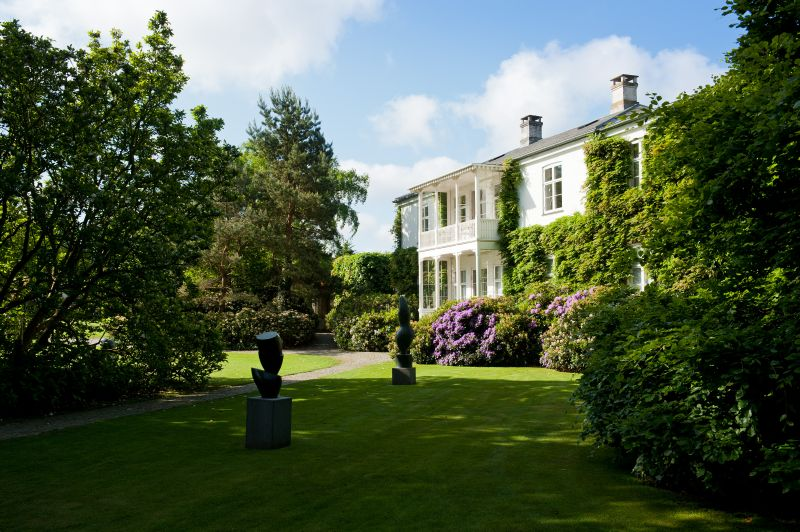
1855 erbaute Gamle Villa (Alte Villa)

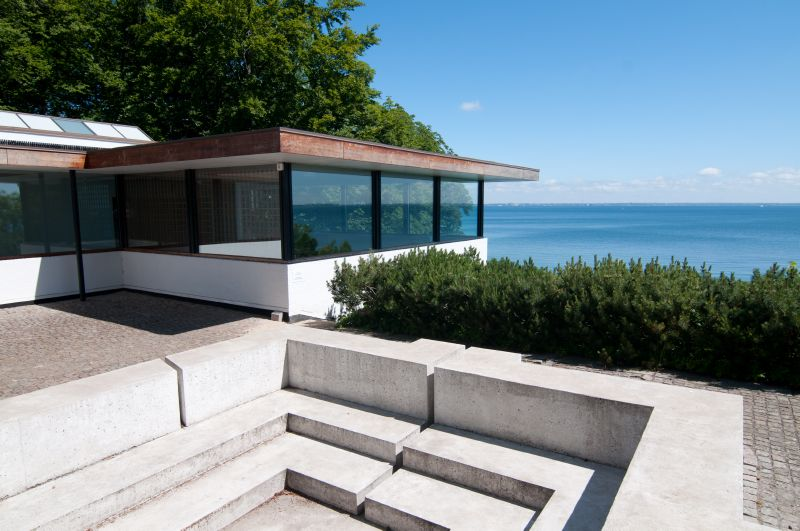
Pauserum (Pausenraum)

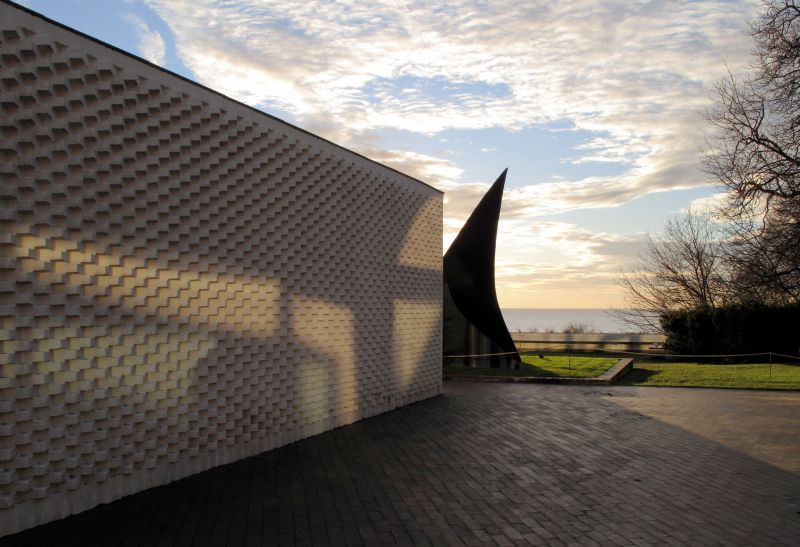
Café

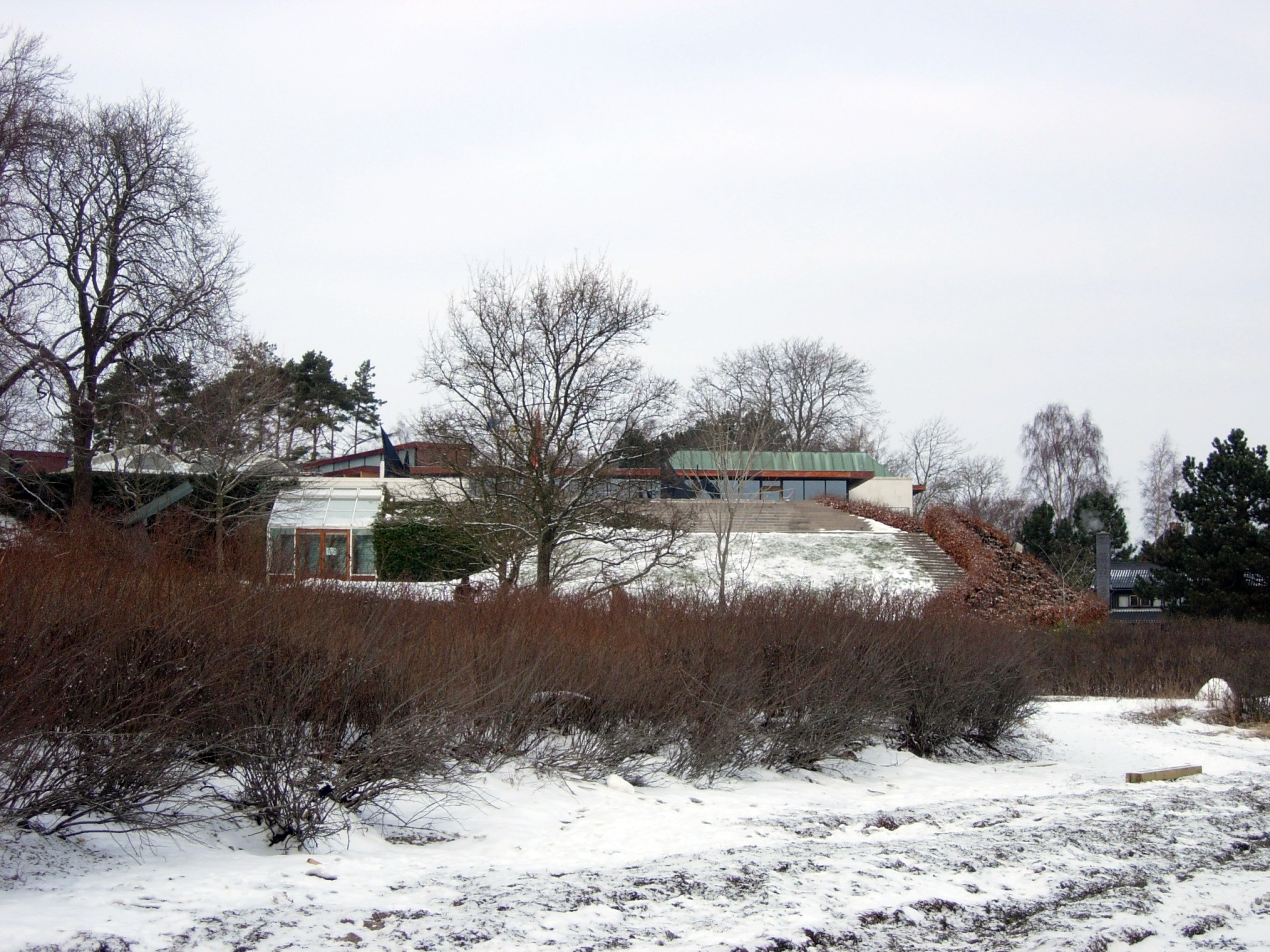
Louisiana im Winter

Das Louisiana Museum of Modern Art, auch bekannt als das Louisiana, ist ein Kunstmuseum nördlich von Kopenhagen in Dänemark. Mit über 700.000 Besuchern jährlich ist das Louisiana das meistbesuchte Museum für moderne und zeitgenössische Kunst in Skandinavien und wird für seine herausragenden Ausstellungen und Sammlungen gefeiert, einschließlich eines Infinity-Spiegels von Yayoi Kusama mit dem Titel Gleaming Night of The Souls. Das Museum wird als Meilenstein der modernen dänischen Architektur anerkannt und ist bekannt für seine Synthese aus Kunst, Architektur und Landschaft, mit einem beeindruckenden Skulpturenpark, der Werke von Alexander Calder, Henry Moore und Richard Serra umfasst. Neben seinen ständigen und temporären Ausstellungen verfügt das Museum über einen Laden mit sorgfältig ausgewählten dänischen Designartikeln, ein Restaurant mit Blick auf den Øresund und einen dreigeschossigen Kinderbereich, der tägliche Workshops anbietet.[7][8]

## Sammlung

### Moderne Kunst
Das Museum verfügt über eine breite Sammlung von modernen Kunstwerken, darunter Gemälde, fotografische Arbeiten, Skulpturen und Videos, die aus der Zeit des Zweiten Weltkriegs bis in die Gegenwart reichen. Zu den vertretenen Künstlern gehören unter anderem Alberto Giacometti, Louise Bourgeois, Andy Warhol, Diane Arbus, Roy Lichtenstein, Anselm Kiefer, Francesca Woodman, Pablo Picasso, Philip Guston, Yves Klein, Susan Rothenberg, Robert Rauschenberg, Germaine Richier, David Hockney und Asger Jorn. Hoch über dem Meer befindet sich ein Skulpturengarten zwischen den beiden Flügeln des Museums mit Werken von Künstlern wie Henry Moore, Alexander Calder und Jean Arp.

### Gegenwartskunst
Die Sammlung der Louisiana wird kontinuierlich durch Erwerbungen und Spenden erweitert. Zu den jüngsten Erwerbungen gehören Werke aus einer breiten Palette von Medien und künstlerischen Ausdrucksformen, darunter Arbeiten von Künstlern wie Roni Horn, Yayoi Kusama, Pipilotti Rist, William Kentridge, Marina Abramović, Cecily Brown, Dana Schutz, Sophie Calle, Alex Da Corte, Malene Dumas, Nan Goldin, Shilpa Gupta, Ragnar Kjartansson, Mona Hatoum, Arthur Jafa, Cindy Sherman, Richard Prince, Ann Veronica Janssens, Amy Sillman, Jon Rafman, Tal R, Michel Majerus, Catherine Opie, Superflex, Rosemarie Trockel, Bouchra Khalili, Gauri Gill, Dora Budor und Nina Beier.

### Sonderausstellungen
Seit 1958 präsentiert die Louisiana hochkarätige internationale Kunst und Kultur einem vielfältigen dänischen und internationalen Publikum. Das Jahresprogramm umfasst 6–10 temporäre Ausstellungen. Zwischen 2020 und 2024 zeigte das Museum Ausstellungen von Künstlern und Architekten wie Roni Horn, Franz Gertsch, Chaïm Soutine, Firelei Báez, Pussy Riot, Cave_bureau, Ragnar Kjartansson, Nan Goldin, Niko Pirosmani, Andy Warhol, Dana Schutz, Gauri Gill, Richard Prince, August Sander, Alex Da Corte, Dorothy Iannone, Forensic Architecture, Diane Arbus, Sonia Delaunay, Peter Cook, Jens Adolf Jerichau, Mika Rottenberg, Pia Arke, Mamma Andersson, Arthur Jafa, Troels Wörsel, Taryn Simon, Anupama Kundoo, Tetsumi Kudo, Per Kirkeby und Nancy Spero. Das Museum hat auch groß angelegte interdisziplinäre Ausstellungen präsentiert, die sich mit dem Arktischen, dem Mond, dem Ozean und anderen Themen befassen.